# میشن وودز (کانزاس)
میشن وودز (به انگلیسی: Mission Woods) شهری در ایالت کانزاس کشور ایالات متحده آمریکا است که جمعیت آن در سرشماری سال ۲۰۱۰ میلادی، ۱۷۸ نفر بوده‌است.